# Wasted on the way
Wasted on the way is een lied van Crosby, Stills & Nash dat werd geschreven door Graham Nash. Het werd in 1982 uitgebracht op een single met Delta op de B-kant. Daarnaast verscheen het dat jaar op hun album Daylight again. Een jaar later werd het ook nog eens uitgebracht op het album Allies.

## Achtergrond
Ondanks dat het album een reünie had moeten vormen van het trio, werd het grotendeels zonder David Crosby opgenomen. In de jaren zeventig en tachtig bevond die zich namelijk in een neerwaartse spiraal. Hierop lijkt het lied ook voor een deel geïnspireerd te zijn. Timothy B. Schmit, die eerder bij Poco en The Eagles speelde, viel in voor het stemgeluid van Crosby. Crosby werd niettemin wel opgenomen bij de credits. Verder maakten sessiemusici het af en zijn er geen CSN-leden te horen op een muziekinstrument.

## Hitnoteringen
De single stond vijftien weken in de Amerikaanse Billboard Hot 100 en bereikte daar nummer 9 als hoogste notering. Daarnaast kwam het bij Billboard in de addult contemporary op nummer 2, in de rocklijst op nummer 9 en in de Hot Country Songs op nummer 87 te staan. Verder stond het twee weken in de Nationale Hitparade (piek op nummer 38) en verder niet in Nederlandse of Vlaamse hitlijsten. Ook sloeg de single niet in andere landen aan.